# Charles-Honoré d'Albert
Charles-Honoré d'Albert, duc de Chevreuse, ( París,7 d'octubre de 1646 - 5 de novembre de 1712) fou un aristòcrata, polític i militar francès que tingué un rol rellevant en la política del regnat de Lluís XIV.

## Biografia
El duc de Chevreuse era net de la Marie de Rohan, la controvertida duquessa de Chevreuse i gendre del príncep Lluís II de Borbó-Condé conegut com el Grand Condé .
De jove es formà a Port-Royal. En aquest ambient, Blaise Pascal pronuncià, adreçats a ell, els seus Discursos sobre la condició dels grans. Feu carrera militar i esdevingué, el 1666, comandant del regiment d'Alvèrnia. Va lluitar a Hongria (1664), Flandes (1667) i Franc-Comtat (1668).
El curs de la vida el portà ben a prop del rei Lluís XIV, servint a la casa militar reial. Formant part de companyia de la qual el rei n'era el capità. Càrrec que li permeté sovint apropar-se a la persona del sobirà. Vers el 1694, va començar a fer el paper d'assessor privat de Lluís XIV. Això el va convertir en un influent ministre d'estat a l'ombra, ja que no va figurar mai al Consell de govern.
El 1667 es va casar amb Jeanne-Marie Colbert, filla del controlador general, fet que el va acostar al cercle dels ministres. El seu cunyat, el duc de Beauvillier, era ministre d'Estat, com els seus cosins, Colbert de Torcy i Desmarets.
El duc de Chevreuse com a conseller privat i amic de Lluís XIV passava llargues estones al despatx d'aquest o sopant plegats. Des de 1698 va ostentar el títol honorífic de governador no resident de la província de Guienne.
El 1670, el dramaturg Jean Racine li va dedicar, en publicar-se, la seva obra Britannicus.
Charles-Honoré d'Albert era una destacada personalitat d'un grup que mirava de repensar la governança del reialme conjuntament amb els seus amics el duc de Beauvilliers i l'arquebisbe, filòsof, pedagog i literat François Fénelon. Aquest darrer liderava un cercle reformista al voltant del duc de Borgonya net de Lluís XIV i hereu del tron de França.
Sojornant François Fénelon a la residència del seu antic alumne el duc de Chevreuse confegí i redactà les Tables de Chaulnes. En les quals es definia un programa amb què es volia reformar la monarquia francesa. Tot confiant portar-lo a terme quan el jove duc de Borgonya succeís al seu avi Lluís XIV. Aquesta reforma mirava de limitar el centralisme i l'absolutisme amb tres grans propostes principals: la noblesa havia de participar en el govern de l'estat, els Estats Generals s'havien de convocar cada tres anys i la llibertat econòmica i la pau havien de ser les divises del reialme. Sense alterar l'ordre social i polític vigent a l'Antic Règim. La mort prematura, el 1712, del Delfí estroncà, entre altres fets, el projecte.
Charles-Honoré d'Albert va morir a París el 1712.